# Nienke Kingma
Nienke Kingma, född den 12 februari 1982 i Driebergen i Nederländerna, är en nederländsk roddare.
Hon tog OS-brons i åtta med styrman i samband med de olympiska roddtävlingarna 2012 i London.